# Discografia dei Coma Cose
La discografia dei Coma_Cose, duo musicale italiano, è composta da quattro album in studio, tre EP, ventidue singoli e ventuno video musicali (inclusi quelli come artisti ospiti), pubblicati dal 2017.

## Album in studio
| Anno | Titolo | Classifiche |
| Anno | Titolo | ITA         |
| ---- | --- | ----------- |
| 2019 | Hype Aura - Pubblicato: 15 marzo 2019 - Etichetta: Asian Fake, Sony Italy - Formati: CD, LP, download digitale, streaming                    | 9           |
| 2021 | Nostralgia - Pubblicato: 16 aprile 2021 - Etichetta: Asian Fake, Sony Italy - Formati: CD, MC, LP, download digitale, streaming              | 5           |
| 2022 | Un meraviglioso modo di salvarsi - Pubblicato: 4 novembre 2022 - Etichetta: Asian Fake, Epic - Formati: CD, LP, download digitale, streaming | 16          |
| 2025 | Vita fusa - Pubblicato: 7 marzo 2025 - Etichetta: Asian Fake, Warner Music Italy - Formati: CD, LP, download digitale, streaming             | 5           |

## Extended play
| Anno | Titolo e dettagli |
| ---- | --- |
| 2017 | Inverno ticinese - Pubblicazione: 13 ottobre 2017 - Etichetta: Asian Fake - Formati: CD, 12", download digitale, streaming |
| 2019 | Fondamenta - Pubblicato: 2019 - Etichetta: Asian Fake - Formati: CD, 12"                                                   |
| 2020 | Due - Pubblicazione: 20 marzo 2020 - Etichetta: Asian Fake, Sony Music - Formati: 12", download digitale, streaming        |

## Singoli

### Come artisti principali
| Anno                                                         | Titolo                        | Classifiche | Classifiche | Certificazioni     | Album di provenienza             |
| Anno                                                         | Titolo                        | ITA         | SWI         | Certificazioni     | Album di provenienza             |
| ------------------------------------------------------------ | ----------------------------- | ----------- | ----------- | ------------------ | -------------------------------- |
| 2017                                                         | Cannibalismo                  | —           | —           |                    | Fondamenta                       |
| 2017                                                         | Golgota                       | —           | —           |                    | Fondamenta                       |
| 2017                                                         | Deserto                       | —           | —           |                    | Fondamenta                       |
| 2017                                                         | Jugoslavia                    | —           | —           |                    | Fondamenta                       |
| 2018                                                         | Post concerto                 | —           | —           | - ITA: Oro         | Fondamenta                       |
| 2018                                                         | Nudo integrale                | —           | —           |                    | Fondamenta                       |
| 2019                                                         | Via Gola                      | —           | —           |                    | Hype Aura                        |
| 2019                                                         | Granata                       | —           | —           |                    | Hype Aura                        |
| 2019                                                         | Mancarsi                      | —           | —           | - ITA: Platino     | Hype Aura                        |
| 2020                                                         | Guerre fredde (feat. Stabber) | —           | —           |                    | Due                              |
| 2021                                                         | Fiamme negli occhi            | 6           | —           | - ITA: Platino (2) | Nostralgia                       |
| 2021                                                         | La canzone dei lupi           | —           | —           |                    | Nostralgia                       |
| 2022                                                         | Chiamami                      | —           | —           |                    | Un meraviglioso modo di salvarsi |
| 2023                                                         | L'addio                       | 10          | —           | - ITA: Platino (2) | Un meraviglioso modo di salvarsi |
| 2023                                                         | Agosto morsica                | —           | —           |                    | /                                |
| 2024                                                         | Malavita                      | 7           | —           | - ITA: Platino     | Vita fusa                        |
| 2024                                                         | Posti vuoti                   | 58          | —           |                    | Vita fusa                        |
| 2025                                                         | Cuoricini                     | 4           | 48          | - ITA: Platino     | Vita fusa                        |
| 2025                                                         | La gelosia                    | —           | —           |                    | Vita fusa                        |
| "—" indica una pubblicazione non classificata in quel paese. |                               |             |             |                    |                                  |

### Come artisti ospiti
| Anno | Titolo                                                 | Album di provenienza   |
| ---- | ------------------------------------------------------ | ---------------------- |
| 2019 | Aurora sogna (Subsonica feat. Coma_Cose e Mamakass)    | Microchip temporale    |
| 2020 | Riserva naturale (Francesca Michielin feat. Coma_Cose) | Feat (stato di natura) |
| 2023 | Una cosa bene (Articolo 31 feat. Coma_Cose)            | Protomaranza           |

## Video musicali
| Anno | Titolo              | Regista          |
| ---- | ------------------- | ---------------- |
| 2017 | Cannibalismo        | Fausto Lama      |
| 2017 | Golgota             | Fausto Lama      |
| 2017 | Deserto             | Fausto Lama      |
| 2017 | Jugoslavia          | Fausto Lama      |
| 2017 | Anima lattina       | Fausto Lama      |
| 2017 | French Fries        | Fausto Lama      |
| 2017 | Pakistan            | Fausto Lama      |
| 2018 | Post concerto       | Fausto Lama      |
| 2018 | Nudo integrale      | Fausto Lama      |
| 2019 | Mancarsi            | Fausto Lama      |
| 2021 | Fiamme negli occhi  | Enea Colombi     |
| 2021 | La canzone dei lupi | No Text Azienda  |
| 2022 | Chiamami            | Fausto Lama      |
| 2022 | La resistenza       | Coma_Cose        |
| 2023 | L'addio             | Attilio Cusani   |
| 2023 | Agosto morsica      | Fausto Lama      |
| 2023 | Una cosa bene       | Fausto Lama      |
| 2024 | Malavita            | Fausto Lama      |
| 2024 | Posti vuoti         | Fausto Lama      |
| 2025 | Cuoricini           | Fausto Lama      |
| 2025 | La gelosia          | Maurizio Zanieri |